# باتیی-ان-گتینه
باتیی-ان-گتینه (به فرانسوی: Batilly-en-Gâtinais) یک کمون (فرانسه) در فرانسه است که در canton of Beaune-la-Rolande واقع شده‌است. باتیی-ان-گتینه ۱۰٫۳۲ کیلومتر مربع مساحت دارد.